# Dorothee Föllmer
Dorothee Föllmer (* 16. November 1979 in Aachen) ist eine deutsche Schauspielerin und Hochschullehrerin.

## Leben
Dorothee Föllmer studierte Theologie, Germanistik und Kunst an der Johannes-Gutenberg-Universität in Mainz. An der Hochschule für Musik und Theater in Zürich absolvierte sie 2007 ihr Schauspielstudium.
In den kommenden Jahren hatte sie verschiedene Engagements,  am Landestheater Tübingen, am Theater Kiel und am Comedia Theater in Köln.
Seit 2012 ist Dorothee Föllmer auch im Fernsehen zu sehen und beendete ihre Ausbildung zur Linklater Stimmlehrerin.
Seit 2013 ist sie Dozentin an der Folkwang Universität der Künste in Essen für Stimme, Sprechen, Text, außerdem für Schauspiel, Szenenstudium an der Theaterakademie Köln. 2015 spielte sie eine Physiotherapeutin in der mehrfach ausgezeichneten Serie Club der roten Bänder, 2017 folgte eine größere Nebenrolle in der RTL-Seifenoper Alles was zählt. Am 23. Januar 2018 sah man sie in der neuen Serie Sankt Maik, die auf RTL ausgestrahlt wurde. 2018 beendete sie ihre Ausbildung zur Talmi-Lehrerin.

## Filmografie (Auswahl)
- 2012: Danni Lowinski
- 2014: Pastewka
- 2015: Lindenstraße
- 2015: Club der roten Bänder (eine Folge)
- 2017: Alles was zählt (44 Folgen)
- 2018: Sankt Maik (eine Folge)
- 2020: Unter uns

## Theater (Auswahl)
- 2007/08: Was ihr wollt als Viola (Theater Kiel)
- 2007/08: Der Tod des Empedokles als Panthea (Landestheater Tübingen)
- 2007/08: Verbrennungen als Jeanne (Theater Kiel)
- 2008/09: Emilia Galotti als Emilia Galotti (Theater Kiel)
- 2009–2012: Türkisch Gold als Luiza (Comedia Theater)
- 2010–2013: Schwestern als Zus (Comedia Theater)
- 2011–2013: Kanalhelden als Lena Marie (Theater Kohlenpott)
- 2013/14: An der Arche um acht (Comedia Theater)
- 2013/14: Amphitryon als Alkmene (A.TONAL.THEATER)

## Auszeichnungen
- 2005: Förderpreis der Armin Ziegler Stiftung